# Pháp luật Trung Quốc
Trong suốt chiều dài lịch sử của Trung Quốc, luật pháp Trung Quốc bắt nguồn từ triết lý Khổng giáo về trật tự xã hội. Những ảnh hưởng này thậm chí đến nay vẫn còn đậm nét trong hệ thống luật pháp của Cộng hòa Nhân dân Trung Hoa và hệ thống luật pháp dựa trên cơ sở pháp luật Đức.

## Thời kỳ phong kiến
Bài chính: Luật pháp Trung Quốc truyền thống
Những giáo lý đạo Khổng có ảnh hưởng lâu dài tới đời sống người Trung Quốc và tạo lập cơ sở cho trật tự xã hội trong suốt chiều dài lịch sử của đất nước này. Những người theo đạo Khổng tin vào tính thiện của con người và ủng hộ đức trị bằng luân lý cùng với khái niệm lễ.
Khổng giáo cho rằng luật pháp được san định là không đủ để cung cấp hướng dẫn ý nghĩa cho toàn bộ các hoạt động của con người, nhưng họ không chống lại việc sử dụng luật pháp để kiểm soát các thành phần cần được giáo hóa trong xã hội. Bộ luật hình sự đầu tiên được ban hành trong khoảng năm 455 và 395 TCN. Cũng có luật pháp dân sự, chủ yếu là liên quan đến chuyển nhượng đất đai. Khổng giáo cho rằng đạo đức và kỷ luật tự giác là tốt hơn bất kỳ một bộ luật nào đã khiến cho nhiều nhà sử học, thí dụ như Max Weber, cho đến giữa thế kỷ 20 kết luận rằng luật pháp không phải là phần quan trọng trong xã hội phong kiến Trung Quốc. Tuy nhiên, cách hiểu này đã hứng chịu nhiều chỉ trích kịch liệt và hiện không còn thịnh hành trong giới Trung Quốc học, những người đã kết luận rằng Trung Quốc phong kiến có một hệ thống luật pháp hình sự và dân sự tinh vi.
Pháp gia, một trường phái tư tưởng có ảnh hưởng lớn trong thời kỳ Chiến Quốc, cho rằng con người có bản tính ác và cần phải được kiểm soát bởi luật lệ hà khắc và công chính thống nhất. Trường phái Pháp gia có ảnh hưởng lớn nhất trong thời nhà Tần.
Nhà Hán duy trì một hệ thống luật pháp được thiết lập dưới thời nhà Tần, nhưng sửa đổi một số phương diện hà khắc theo triết lý Khổng giáo về kiểm soát xã hội dựa trên luân thường đạo lý. Hầu hết thư lại không phải là luật sư mà là những người được đào tạo về triết học và văn học. Tầng lớp quý tộc Khổng giáo địa phương, được đào tạo bài bản, đóng vai trò quan trọng như những người hòa giải và giải quyết tất cả các vụ việc ngoại trừ những vụ nghiêm trọng nhất tại địa phương mình.